# Японская трясогузка
Японская трясогузка, или японская белая трясогузка (лат. Motacilla grandis), — вид воробьиных птиц из семейства трясогузковых (Motacillidae).

## Описание
Длина тела японской трясогузки составляет 20—22 см, размах крыльев — около 30 см. Масса — 26—35 г. Окраска головы, верхней части тела и груди чёрная, а лоб и брови, а также нижняя часть тела — белые. Окраска у самцов и самок практически одинаковая, однако у самок спина может иметь сероватый оттенок. У птенцов голова и спина серые.
Так же, как и белая трясогузка, совершает характерные движения хвостом.

## Образ жизни
Для японской трясогузки характерно ярко выраженное территориальное поведение, которое проявляется круглогодично на уровне индивида либо пары. Район защищает не только от представителей своего вида, но и от белой и горной трясогузок, причём при столкновении с последними чаще оказывается победителем.
Относится к всеядным, но предпочитает питаться насекомыми. Пищу добывают возле водоёмов.

### Размножение
Гнездится под растениями или скалами на берегах рек, гнездо строит из сухой травы. Самка откладывает яйца в период с марта по июль, обычно один раз за сезон, редко — два. В кладке 4—6 яиц, высиживание длится 11—13 дней, в основном высиживает самка. Птенцы покидают гнездо примерно через 14 дней.

## Ареал
Населяет все основные острова Японии (Хоккайдо, Хонсю, Кюсю и Сикоку) и в Республике Кореи. Также может встретиться на побережьях Приморского края России, в КНДР, в  Китае и на Тайване.
Живёт поблизости от водоёмов. Предпочитает среднее течение рек. В районах с малым количеством рек наблюдаются случаи, когда японская трясогузка обитает на дамбах, волноломах, в эстуариях и на песчаных пляжах. В целом ареал не совпадает с ареалами белой и горной трясогузок, однако в последнее время в результате распространения белой трясогузки возникают случаи совпадения ареалов.